# Pomatostome à calotte marron
Pomatostomus ruficeps
Espèce
Statut de conservation UICN

 LC  : Préoccupation mineure
Le Pomatostome à calotte marron (Pomatostomus ruficeps) est une espèce de passereau de la famille des Pomatostomidae. D'après Alan P. Peterson, c'est une espèce monotypique.
En juillet 2015 parait une étude qui révèle que cet oiseau utiliserait les bases du langage articulé humain,.

## Répartition
Il est endémique en Australie.